# Motu One (Genootschapseilanden)
Motu One (ook wel Bellingshausen vernoemd naar Fabian Gottlieb von Bellingshausen) is een atol in de Stille Oceaan, dat deel uitmaakt van de Benedenwindse Eilanden (Frans-Polynesië). Het ligt ongeveer 550 kilometer ten noordwesten van Tahiti en 72 kilometer ten noordwesten van Manuae. Het atol heeft geen permanente bewoners.
In de Marquesaseilanden, ook in Frans-Polynesië, ligt nog een ander eiland met de naam Motu One.
Bovenwindse Eilanden:
Maiao ·
Mehetia ·
Moorea ·
Tahiti ·
Tetiaroa
Benedenwindse Eilanden:
Bora Bora ·
Huahine ·
Manuae ·
Maupihaa ·
Maupiti ·
Motu One ·
Raiatea ·
Tahaa ·
Tupai